# Zasap
Zasap je naselje u Općini Brežice u istočnoj Sloveniji. Zasap se nalazi u pokrajini Dolenjskoj i statističkoj regiji Donjoposavskoj. 

## Stanovništvo
Prema popisu stanovništva iz 2002. godine Zasap je imao 57 stanovnika.

### Etnički sastav
- Slovenci: 77 (98,7%)
- Hrvati: 1 (1,3%)